# 카고룩스 이탈리아
카고룩스 이탈리아(영어: Cargolux Italia)는 카고룩스의 자회사이자 이탈리아의 화물 항공사로 허브 공항은 밀라노 말펜사 공항과 홍콩 국제공항이 있으며 본사는 이탈리아 비폴라 피치노에 위치해 있다. 2008년 12월에 주요 합작 회사와 함께 설립 했지만 2009년 7월부터 취항하기 시작했다. 주로 밀라노에서 항공편 프로그램을 관리하고 있으며 두바이, 홍콩, 바쿠, 오사카를 오가는 정기 화물 노선을 운항하고 있다.

## 운항 노선
카고룩스 이탈리아의 운항 노선은 다음과 같다.

## 보유 기종
- 2011년 11월 기준으로 카고룩스 이탈리아는 다음과 같은 기종을 보유하고 있으며 평균 기령은 5.2년이다.[3][4]